# Wladyslaw Luschtschyk
Wladyslaw Kostjantynowytsch Luschtschyk (ukrainisch Владислав Костянтинович Лущик; * 19. April 1975 in Sumy) ist ein ehemaliger ukrainischer Bogenbiathlet.

## Leben
Wladyslaw Luschtschyk erreichte seinen größten internationalen Erfolg bei den Bogenbiathlon-Weltmeisterschaften 1999 in Bessans. Dort gewann er mit der Staffel der Ukraine hinter der Vertretung aus Italien und vor Frankreich an der Seite von Jurij Dmytrenko und Oleksandr Usmkalenko als Startläufer die Silbermedaille.
1998 wurde ihm der Ehrentitel Meister des Sports verliehen.